# Tenchu: Shadow Assassins
 (avril 2025).
Si vous disposez d'ouvrages ou d'articles de référence ou si vous connaissez des sites web de qualité traitant du thème abordé ici, merci de compléter l'article en donnant les références utiles à sa vérifiabilité et en les liant à la section « Notes et références ».
Tenchu: Shadow Assassins (Tenchū 4 au Japon) est un jeu vidéo d'infiltration, développé par Acquire sur Wii et FromSoftware sur PlayStation Portable. Il a été édité par FromSoftware au Japon et par Ubisoft en Amérique du Nord ainsi qu'en Europe en 2008. Il fait partie de la série Tenchu.

## Histoire
Une année s'est écoulée depuis qu'un noir sorcier sema le chaos dans le royaume. Les terres du seigneur Goda Matsunoshin connaissent la paix. Toutefois, les rumeurs de trahison parmi ses sujets vont bon train. On raconte en effet que les conspirateurs qui visent à briser la fragile tranquillité du royaume sont nombreux.

## Système de jeu
Utilisant parfaitement les possibilités de la Wii, ce Tenchu se montre jouable et très plaisant de ce point de vue-là. Cependant, les combats en vue subjective sont réducteurs, l'IA est catastrophique (pour ne pas dire fantôme), certains objets sont sous-exploités et la construction des niveaux est bien trop limitée. Le gameplay de Rikimaru et Ayame étant, à quelques détails près, similaire, on n'aura aucun mal à nous glisser dans la peau de l'un ou de l'autre.